# أواين غوينيد
أوواين غوينيد هو ملك كان يحكم مملكة غوينيد، ومات حوالي العام 1170 ويقال ان الصراع بدا بين أبنائه بعد موته، وتذكر الروايات عن ابن له يدعى مادوك يقال ان عبر الأطلسي نحو أمريكا.